# Pep Munné
Pep Munné, właściwie Josep Munné Suriña – hiszpański aktor filmowy i teatralny urodzony w Barcelonie w 1953 r. W Polsce znany głównie z kryminalnego serialu Geneza.

## Wybrana filmografia
- El niño pez (Dziecko jeziora) jako Bronté (2009)
- Génesis: En la mente del asesino (Geneza: W umyśle mordercy) jako Mateo Rocha (2006/07)
- Sin tí (Bez Ciebie) jako Toni (2006)
- Trastorno (Niepokój) jako Jaime (2006)
- Lifting de corazón (Lifting serca) jako Antonio (2005)
- La puta y la ballena (Tango ze śmiercią) jako Jordi (2004)
- Los amantes del Círculo Pola (Kochankowie z Kręgu Polarnego) jako Javier (1998)
- La guerra de los locos (Wojna głupców) jako Andrés (1986)
- La noche más hermosa (Najpiękniejsza noc) (1984)